# Excipula macrotricha
Excipula macrotricha är en svampart som beskrevs av Fr. 1823. Excipula macrotricha ingår i släktet Excipula, ordningen disksvampar, klassen Leotiomycetes, divisionen sporsäcksvampar och riket svampar.   Inga underarter finns listade i Catalogue of Life.